# Puchow
Puchow ist ein Ortsteil der Gemeinde Kuckssee im Landkreis Mecklenburgische Seenplatte in Mecklenburg-Vorpommern (Deutschland).

## Geografie

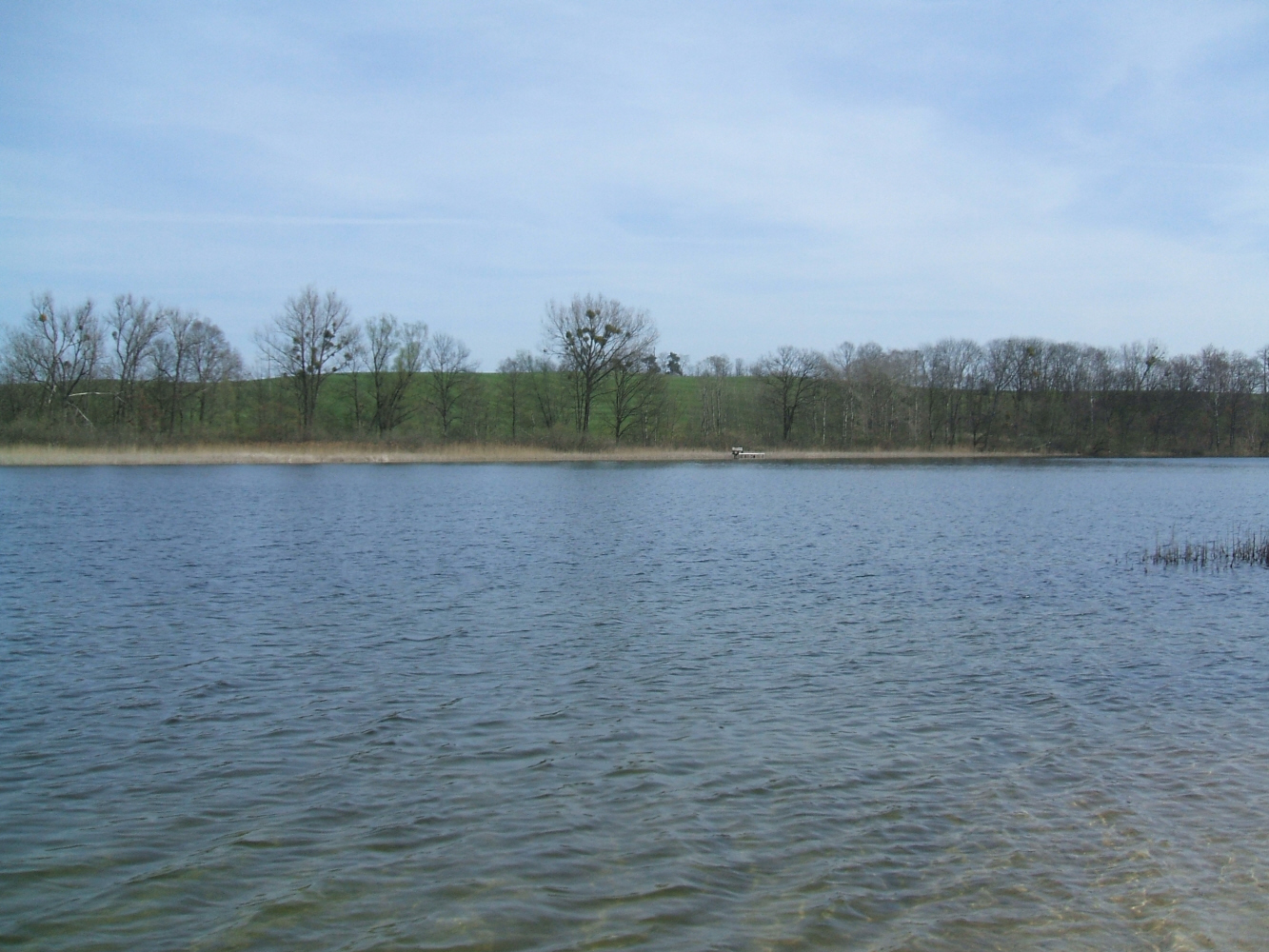
Zieskensee

Der Ort liegt am Wokuhlsee und Zieskensee (auch Ziese genannt). Die starke Gletscherfaltung der letzten Eiszeit bestimmt die Landschaft, die sich nach Südosten hin weit und relativ flach zur Stadt Penzlin öffnet, während nach Nordwesten der große Carlsteiner Wald sich bis nach Wrodow erstreckt. An der Straße von Penzlin nach Lapitz erhebt sich an der Ziese ein Os – ein natürlicher Hügelkamm, der den Rest einer eiszeitlichen Sanddüne darstellt. Er reicht bis Rahnenfelde und ist mit Lärchen und Kiefern bewachsen. Die Einheimischen bezeichnen diese Erhebung seit jeher als Räuberberg. Nordöstlich von Ziese und Rahnenfelde liegt das Naturschutzgebiet Kuckssee und Lapitzer See, das sich fast nahtlos an das Vogelschutzgebiet des Malliner Sees anschließt.
Rahnenfelde ist ein Ortsteil von Puchow und teilt im Wesentlichen die gleiche Ortshistorie.

## Ortsname
Der Name ist slawischen Ursprungs, worauf die Endung -ow hindeutet, und könnte sich vom altslawischen Lokator Pucha ableiten, also „Ort des Pucha“. Eine andere Ableitung wäre die Herkunft vom altslawischen „puh“ oder „puhl“ für „hohl“.

## Geschichte
1326 wurde das Dorf, eine Anzahl von Einzelhöfen, erstmals erwähnt; eine Urkunde bestätigt die Kirche.

In einer Urkunde vom 18. Juli 1501 wird Puchow als Bauerndorf benannt. Die Bauern waren dem Ritter Berend Maltzan, der auch „Böser Bernd“ genannt wurde, dienstpflichtig. Durch Verschuldung und Verpfändung gehörten 100 Jahre später die Bauernhöfe den Rittern. Pfandherren waren Anfang des 17. Jahrhunderts Hans Angermünde und der Pfarrer Lukas Schröder.
Um 1650/1659 brannte die Kirche ab. Eine ihrer Glocken von 1506 befindet sich in einem Glockenstuhl auf dem Friedhof. In dieser Zeit wurde erstmals ein Vorwerk Puchow mit 64 Einwohnern genannt, das mit dem Rittergut Klein Lukow verbunden war.

Im 17. und 18. Jahrhundert wechselte der Gutsbesitz häufig (u. a. zwei Generationen Familie von der Lancken bis 1805; kurzzeitig die Freiherren von Maltzahn – Penzlin). Vor 1835 kam die Familie von Berg an Puchow, hier nacheinander die Brüder Georg von Berg-Silenz und Heinrich von Berg-Dubkevitz, beide übernahmen dann Begüterungen auf Rügen. Etwa ab Mitte des 19. Jahrhunderts besaß die Familie von Voß Gut Puchow. Örtlicher Vertreter war Hermann von Voß und Familie, seine Frau Auguste Franz und deren sämtlich in Puchow geborenen Söhne Eugen, Gustav und Arthur, letzterer lebte später in den USA. Einige Jahre danach, 1878, erwarb Ulrich Freiherr von Maltzan-Großenluckow (1846–1931) dann Puchow und Rahnenfelde. Er war mit der schlesischen Gutsbesitzerstochter Adelheid Birnbaum verheiratet und wählte 1880 Puchow zu seinem Hauptwohnsitz, fast alle Kinder des Ehepaares wurden hier geboren. Maltzahn wollte sich nach dem späteren Antritt des Erbes von Großenluckow 1893 auf sein Stammgut konzentrieren und verkaufte Puchow wieder. Für 1903 bis etwaig 1905 wurde der Landsyndikus Tiedemann aus Rostock zur Ausübung der dem öffentlichen Recht angehörenden gutsherrlichen Befugnisse in Puchow und Rahnenfelde bestellt.

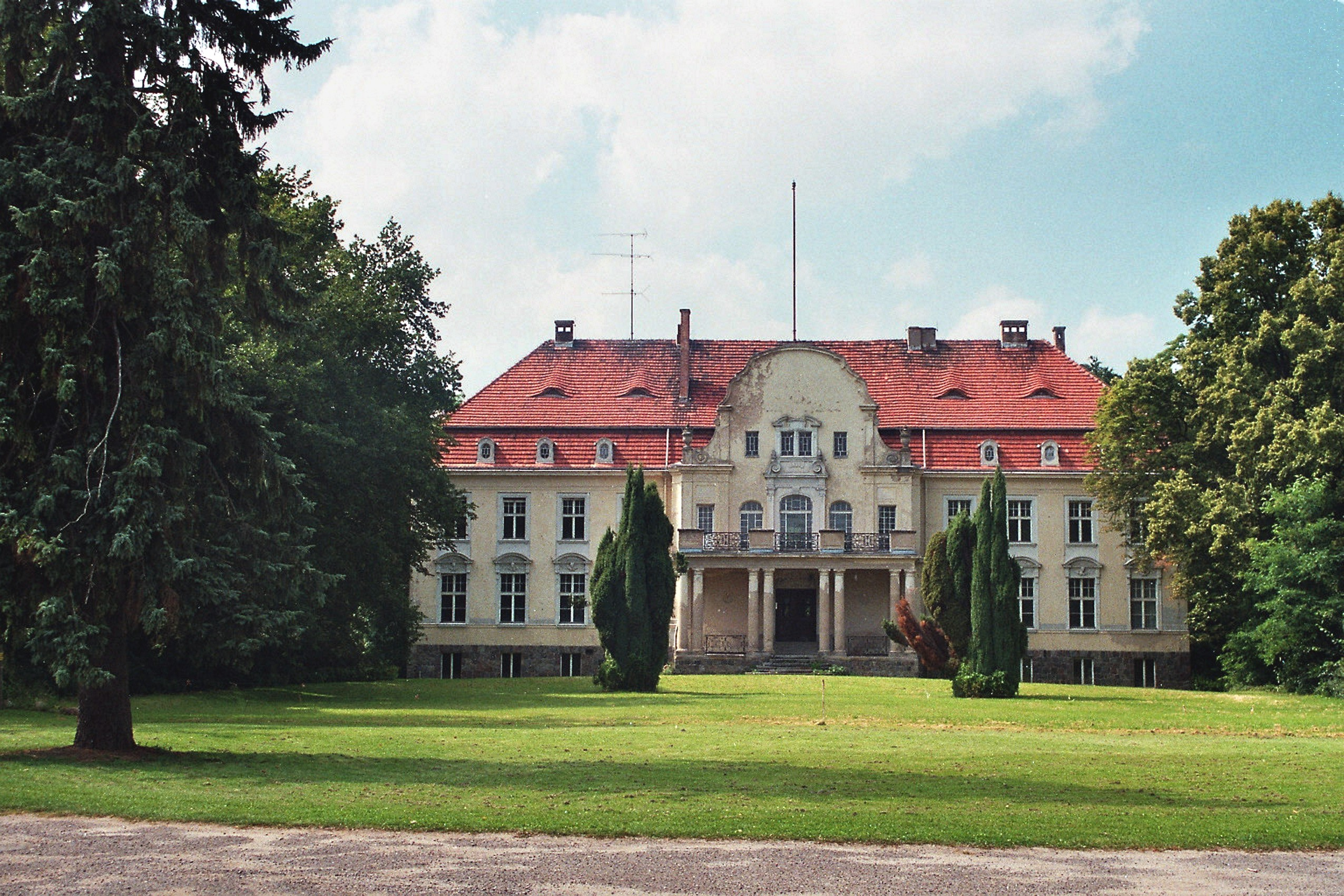
Gutshaus Puchow von 1910 (Foto 2007)

Von 1908 bis 1945 war das Gut, auf dem 1910 das Gutshaus erbaut wurde, im Besitz der Familie von Buengner, die aus Riga stammt. Die Familie wurde 1898 in den Adelsstand erhoben und stellte zuvor Bürgermeister und Kaufleute im Baltikum und zuletzt Ärzte. Erster Buengner auf Puchow mit Rahnenfelde sowie auf Gevezin war Dr. phil. Adolf Heinrich Buengner (1855–1917). Im März 1908 erhielt Buengner die mecklenburgische Staatsbürgerschaft. Er trug den Beititel russischer Edelmann, blieb parallel Vorsitzender des Aufsichtsrats der Rigaer Commerzbank und wurde unter anderem Mitglied der Dt. Dendrologischen Gesellschaft. Den erste Belehnung mit Gevezin leistete Buengner sen. nach amtlicher Bestätigung Mitte Februar 1910. Als Gutsbesitzer folgte ihm später sein Sohn Carl Robert Erich von Buengner (1886–1963), verheiratet mit Clara Louise von Schröder-Kl. Lukow. Das Ehepaar hatte zwei Töchter und zwei Söhne. Für Gevezin erhielt Erich von Buengner 1917 vom Landesherrn einen Mutschein, artverwandt dem Lehnseid, zur Bestätigung des alleinigen Besitzes, für Puchow und Rahnenfelde musste er gesondert einen Lehneid ableisten. Hauptwohnsitz des Puchower Gutsbesitzers war größtenteils das 590 ha große Nachbargut Gevezin. Die Größe des Lehngutes Puchow umfasste 1921 genau 399 ha, Rahnenfelde mit 164 ha. Der Schwerpunkt lag auf der Milchviehwirtschaft. Buengner jun. war vielseitig interessiert, richtete in Puchow eine erfolgreiche Palmenzüchtung ein, war wie sein Vater Mitglied in vielen Fachverbänden, auch im Dt. Forstverein. Er beschäftigte sich speziell in Puchow mit der Pferdezucht. Mit seiner ganzen Familie trat er der Deutschen Adelsgenossenschaft bei, eines fast gleich geschalteten Standesverbandes hauptsächlich für den niederen Adel gegründet, später für ebenso für den Hochadel. Bis kurz vor der großen Wirtschaftskrise blieben mit den 396 ha für Puchow und für Rahnenfelde 156 ha die Besitzgrößen stabil. Von der letzten Gutsbesitzerfamilie besteht bis heute eine kleine Erbbegräbnisstätte im Ort.
Ab 1945 wurde das Gut durch die Bodenreform aufgesiedelt. Ab 1960 gab es im Dorf mit Rahnenfelde eine Landwirtschaftliche Produktionsgenossenschaft (LPG). Nach 1945 bis 1990 war das Gutshaus Kulturakademie des Bezirkes Neubrandenburg. Zumindest für 1978 ist ein Pleinair mit Künstlern aus der DDR im Ort belegt.
Am 1. Januar 2012 gab die Gemeinde Puchow die Eigenständigkeit auf und fusionierte mit Krukow und Lapitz zur Gemeinde Kuckssee. Bis dahin war Helgrid Weden Bürgermeisterin von Puchow.

## Sehenswürdigkeiten
- Zweigeschossiges, 13-achsiges, unsaniertes Gutshaus von 1910[28] mit Sockelgeschoss, Mansarddach, barockisierenden Mittelrisalit mit Säulenvorbau und Altan sowie das Ensemble um das Gutshaus mit den beiden Torhäusern am Eingang, dem Verwalterhaus, den Wirtschaftsgebäuden und dem Gutspark.
- Ehemalige Dorfschule, heute Wohnhaus, Dorfstraße 26